# Mars 1996

## Événements
- 3 mars : 
  - un nouvel attentat tue 19 personnes à Jérusalem. Shimon Peres proclame une guerre totale contre le Hamas.
  - élections générales espagnoles.

- 4 mars : un troisième attentat fait 13 morts en Israël. La cote de popularité de Peres s’effondre.

- 10 mars, (Formule 1) : Grand Prix automobile d'Australie.

- 11 mars : John Howard, Premier ministre conservateur en Australie.

- 13 mars : 
  - Bill Clinton convoque un sommet mondial contre le terrorisme à Charm el-Cheikh en Égypte.
  - massacre de Dunblane en Écosse

- 23 mars : démocratisation à Taïwan. Lee Teng-hui est élu président au suffrage direct.

- 25 mars : 
  - Johnny et Laeticia (qui devient Laeticia Hallyday définitivement) se marient à la marie de Neuilly-sur-Seine dont le mariage est célébré par Nicolas Sarkozy.
  - La France, le Royaume-Uni et les États-Unis signent le traité de Rarotonga de 1985 sur la dénucléarisation du Pacifique Sud.

- Dans la nuit du 26 au 27 mars 1996, sept moines trappistes du  Monastère de Tibhirine, en Algérie, sont enlevés lors de la guerre civile algérienne.

- 27 mars : embargo de l'UE sur les ventes de viande bovine britannique, à la suite de la maladie de la vache folle (encéphalopathie spongiforme bovine), début d'une crise européenne sur le thème du principe de précaution.

- 29 mars : discours inaugural de Ahmad Tejan Kabbah, du Sierra Leone People's Party (SLPP), nouveau président du Sierra-Léone[1].

- 31 mars :
  - (Formule 1) : Grand Prix automobile du Brésil.
  - constitution multipartite au Tchad.

## Naissances en mars 1996
- 4 mars : Antonio Sanabria, footballeur paraguayen.
- 4 mars : Holland, chanteur sud-coréen.
- 15 mars : Léon Deffontaines, homme politique français.
- 28 mars : Benjamin Pavard, Footballeur international français.

## Décès en mars 1996
- 2 mars : Lyle Talbot, acteur américain (° 8 février 1902).
- 3 mars :
  - Marguerite Duras, romancière française (° 4 avril 1914).
  - Léo Malet, écrivain français (° 7 mars 1909).
- 4 mars : Minnie Pearl, comédienne et chanteuse américaine (° 25 octobre 1912).
- 10 mars : Marc de Jonge, acteur français (° 16 février 1949).
- 11 mars : Biljana Jovanović, écrivaine serbe, militante pour la paix et féministe (° 28 janvier 1953).
- 13 mars : Krzysztof Kieślowski, réalisateur polono-français (° 27 juin 1941).
- 17 mars : René Clément, réalisateur (° 18 mars 1913).
- 22 mars : Robert F. Overmyer, astronaute américain (° 14 juillet 1936).